# Hệ thống Rạn san hô Trung Bộ châu Mỹ

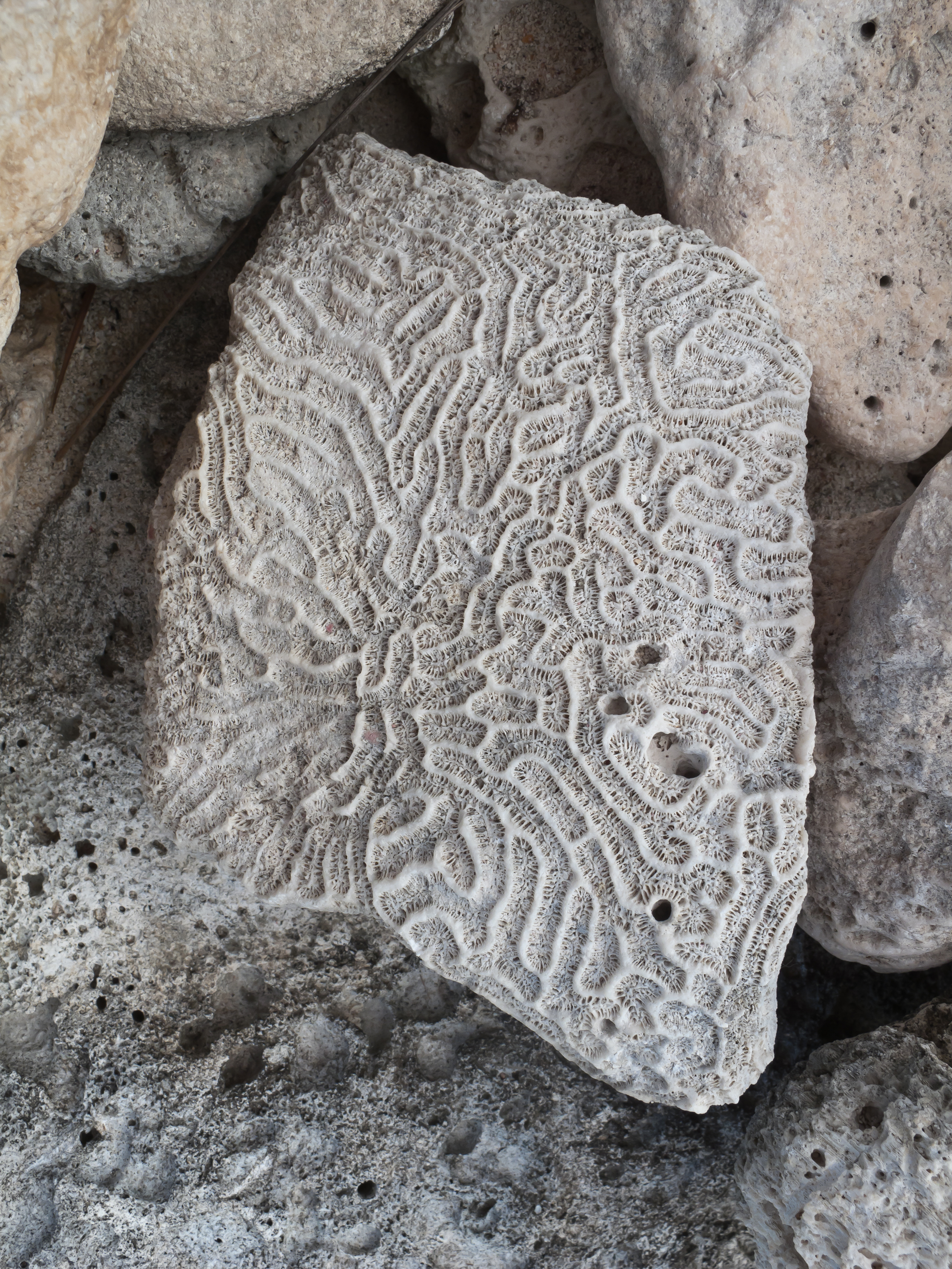
San hô trong Hệ thống Rạn san hô Trung Bộ châu Mỹ, Quintana Roo, Mexico

Hệ thống Rạn san hô Trung Bộ châu Mỹ, còn được biết đến với tên gọi phổ biến là Rạn san hô Maya Lớn, là một vùng biển trải dài trên 1000 km từ Isla Contoy ở đầu Bán đảo Yucatán xuống Belize, Guatemala và Bay Quần đảo của Honduras. Hệ thống rạn san hô bao gồm các khu vực và công viên được bảo vệ khác nhau bao gồm rạn san hô Belize Barrier, vườn quốc gia Arrecifes de Cozumel, khu bảo tồn biển Hol Chan (Belize), khu dự trữ sinh quyển Sian Ka'an  và công viên biển Cayos Cochinos. Đường bờ biển của Belize, bao gồm rạn san hô Belize Barrier, là nơi có khoảng 80% của Hệ thống Rạn san hô Trung Bộ châu Mỹ. Rạn san hô Belize Barrier] là rạn san hô rào cản lớn nhất ở bán cầu bắc và là rạn san hô rào cản lớn thứ hai trên thế giới. Rạn san hô hàng rào Belize và ba đảo san hô ngoài khơi của Mexico, hàng trăm đảo cát, rừng ngập mặn, đầm phá ven biển và cửa sông, gọi chung là, Hệ thống dự trữ rạn san hô ở Mexico đã được chỉ định là di sản thế giới bởi UNESCO (1996).

## Vị trí

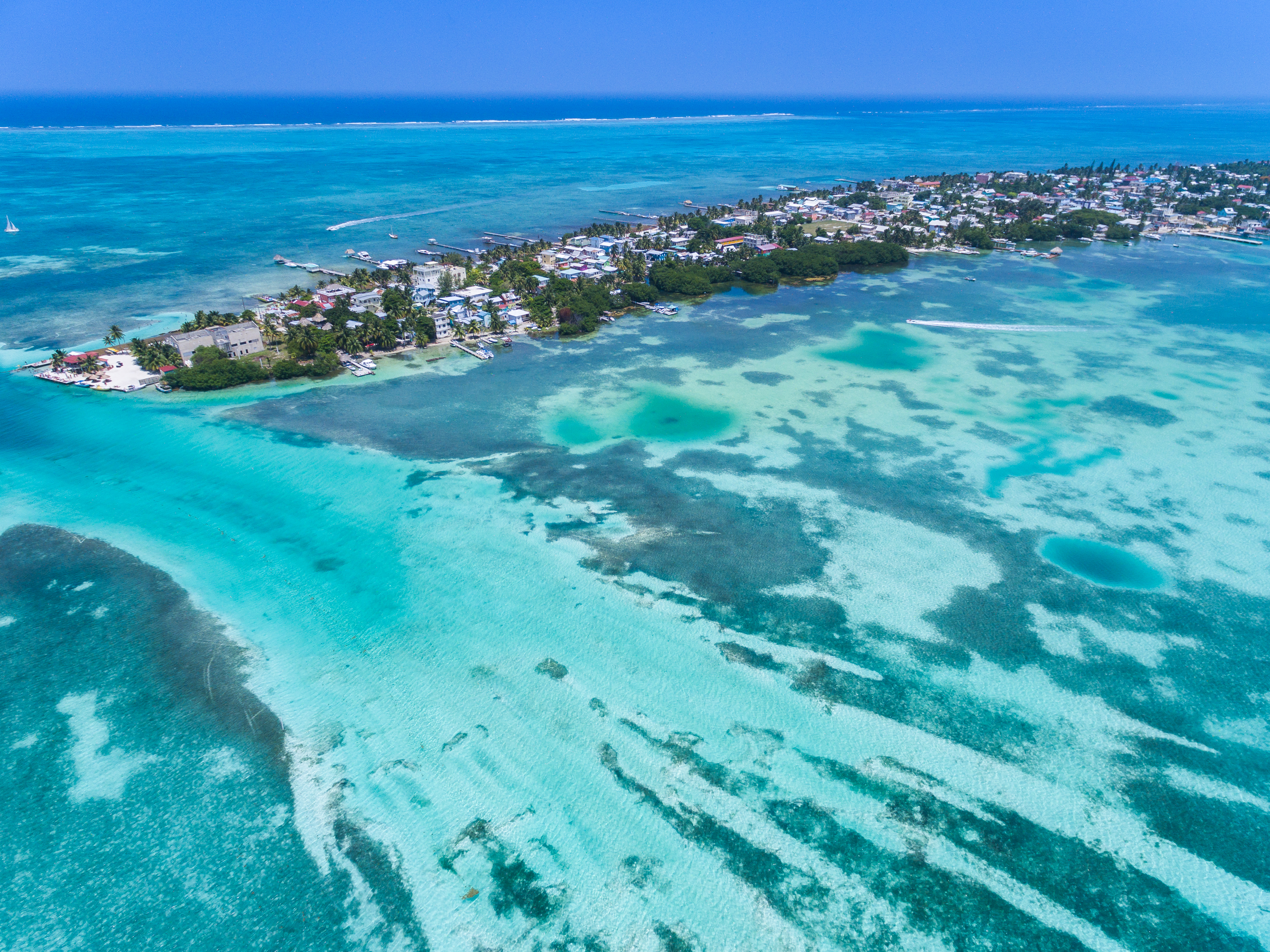
Nhìn từ trên cao cồn Caulker trong Belize.

Hệ thống rạn san hô trải dài dọc theo bờ biển của bốn quốc gia: Mexico, Belize, Guatemala và Honduras. Nó bắt đầu gần Isla Contoy ở mũi phía bắc của Bán đảo Yucatán và tiếp tục về phía nam cùng với Riviera Maya bao gồm các khu vực như Cozumel và Banco Chinchorro. Sau đó, nó tiếp tục xuống phía nam xuống bờ biển phía đông của Belize bao gồm nhiều cồn và rạn san hô vòng. Nó kéo dài đến góc đông bắc của Honduras.

## Đa dạng sinh học
Hệ thống rạn san hô là nhà của hơn 65 loài san hô đá, 350 loài nhuyễn thể và hơn 500 loài cá. Có rất nhiều loài sống trong hoặc xung quanh hệ thống rạn san hô đang bị đe dọa hoặc dưới một mức độ bảo vệ nào đó, bao gồm các loài sau: rùa biển (rùa biển xanh, rùa biển loggerhead, rùa da và rùa hawksbill], Eustrombus gigas, cá sấu Morelet, cá mú Nassau, san hô elkhorn và san hô đen.